# Tratatul de pace de la Oradea
Tratatul de la Oradea a fost un acord secret de pace dintre Ferdinand I, împăratul Sfântului Imperiu Roman, și Ioan I Zápolya semnat la Oradea pe 24 februarie 1538.
Acest tratat prevedea împărțirea Regatului Ungariei între cei doi.

Zápolya a fost recunoscut pentru perioada vieții sale rege al Ungariei, iar Ferdinand a obținut controlul asupra părților vestice ale regatului, cunoscute ca Ungaria Regală și a fost recunoscut ca moștenitor al tronului Ungariei. Zápolya păstra controlul asupra a aproximativ două treimi ale regatului. Cu puțin timp înainte de moarte, lui Ioan Zápolya i s-a născut un fiu, Ioan Sigismund Zápolya. După moartea tatălui său în 1540, Ioan Sigismund a fost recunoscut ca rege al Ungariei de nobilimea locală. 
Suleiman Magnificul l-a recunoscut de asemenea pe minorul Ioan Sigismund ca rege și vasal, sub numele de Ioan al II-lea.
Conform tratatului de la Oradea, după moartea lui Ioan I. Zápolya, împăratul Ferdinand a devenit rege al Ungariei, iar Ioan Sigismund principe al Transilvaniei. 